# 9회말 2아웃
《9회말 2아웃》은 2007년 7월 14일부터 2007년 9월 9일까지 MBC의 주말 특별기획 드라마로 총 16부작으로 방송되었다.
이 드라마는 뜻하지 않게 같은 집에 살게 된 서른 살 동갑내기 친구인 두 남녀의 눈을 통해 30대에 막 접어든 사람들이 느끼게 되는 상실감과 희망을 다룬 드라마이다. 야구라는 스포츠의 규칙과 속성에 빗대어 매회 에피소드를 풀어냈다.

## 등장 인물

### 주요 인물
- 수애 : 홍난희 역
- 이태성 : 김정주 역
- 이정진 : 변형태 역
- 황지현 : 윤성아 역

### 동창들
- 이상우 : 이준모 역. 고교 때 난희의 연인
- 조은지 : 김춘희 역. 난희의 고교 동창
- 손정민 : 전미경 역. 난희와 형태의 대학 동창
- 장준휘 : 박상훈 역. 난희와 형태의 대학 동창이자 미경의 남편

### 동료들
- 박혜영 : 박지선 역. 형태의 동료이자 여자친구
- 황석정 : 장추자 역. 난희가 다니는 출판사 사장
- 이두일 : 임낙빈 역. 난희가 다니는 출판사 부장
- 정다혜 : 김남정 역. 난희가 다니는 출판사 신입. 장추자 조카
- 윤아 : 신주영 역. 고교3년생이자 인터넷 소설 작가

### 가족들
- 김창숙 : 김신자 역. 난희의 어머니
- 이희도 : 변종우 역. 형태의 아버지
- 이소원 : 홍연희 역. 난희의 동생

### 그밖의 주변 인물
- 박혜영 : 박지선 역
- 박광정
- 정다혜 : 김남정 역
- 박우천

### 특별 출연
- 하일성
- 김학도